# Gualtar
Gualtar es una freguesia portuguesa perteneciente al municipio de Braga. Posee un área de 3,79 km² y una población total de 3 807 habitantes (2001). La densidad poblacional asciende a 1 004,5 hab/km².
- Datos: Q1552667
- Multimedia: Gualtar / Q1552667